# .ευ
.ευ — греческий национальный домен верхнего уровня, предназначенный для Европейского союза. Первоначально его делегирование было отклонено из-за визуального сходства с латиницей — доменом .eu.
Греческое название Европейского союза — Ευρωπαϊκή Ένωση (ΕΕ). Однако использование варианта .εε было признано невозможным из-за сходства с доменом .ee, закреплённым за Эстонией.
В 2019 году были предприняты шаги для утверждения домена .ευ. Предполагалось назначить единого регистратора для зон .eu, .ю и .ευ, который должен был предотвращать регистрацию визуально схожих доменов второго уровня. В долгосрочной перспективе рассматривался вариант унификации: все кириллические домены в зоне .eu должны были быть перенесены в .юю, а все греческие — в .ευ.
Официальный запуск домена .ευ состоялся в ноябре 2019 года. По состоянию на март 2024 года в доменной зоне зарегистрировано 2595 сайтов.